# Katja Mast

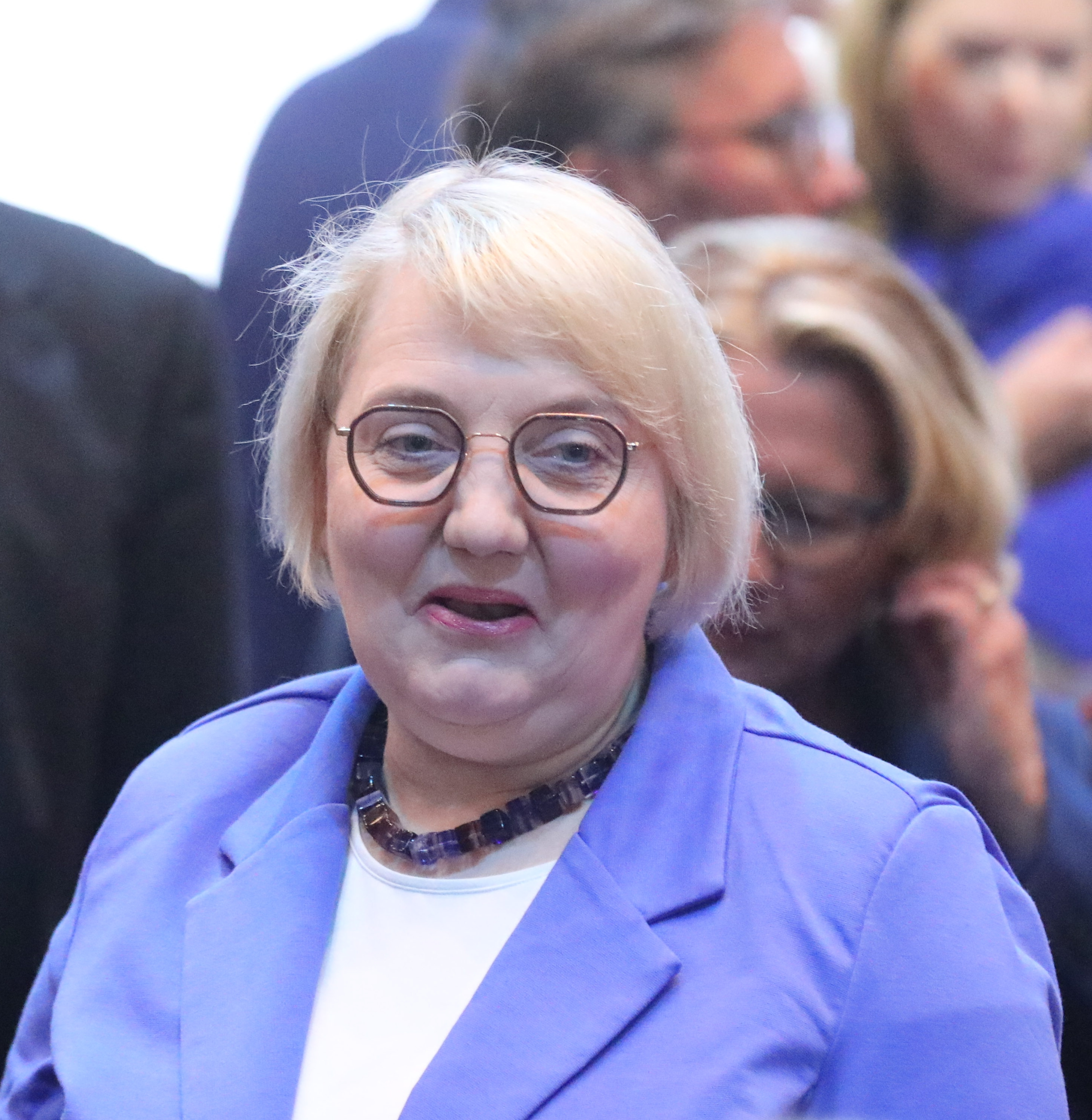
Katja Mast (2025)

Katja Wilma Mast (* 4. Februar 1971 in Offenburg) ist eine deutsche Politikerin (SPD). Sie ist seit 2005 Mitglied des Deutschen Bundestages und seit 2025 Parlamentarische Staatssekretärin bei der Bundesministerin für Arbeit und Soziales. Zuvor war sie während der 20. Wahlperiode (2021–2025) Erste Parlamentarische Geschäftsführerin der SPD-Bundestagsfraktion.
Mast war in den Jahren 2011 bis 2016 Generalsekretärin der SPD Baden-Württemberg und von 2014 bis 2018 Vorsitzende der SPD-Landesgruppe Baden-Württemberg im Bundestag. Von 2017 bis 2021 war sie stellvertretende Fraktionsvorsitzende.

## Persönlicher Werdegang
Nach dem Abitur im Jahr 1990 am Wirtschaftsgymnasium Offenburg absolvierte Katja Mast bis 1992 eine Ausbildung zur Bankkauffrau bei der Sparkasse Offenburg. Anschließend studierte sie die Fächer Biologie, Politologie, Geographie und Pädagogik an der Ruprecht-Karls-Universität Heidelberg. Im Jahr 1999 legte sie das erste Staatsexamen für das Lehramt an Gymnasien ab.
In den Jahren 1999 bis 2003 war Katja Mast als Projektleiterin in der Beratungsfirma Institut für Organisationskommunikation GmbH tätig. Von 2003 bis 2005 war sie Referentin beim Personalvorstand der Deutschen Bahn AG.

## Politischer Werdegang

### Partei
Nachdem sie sich seit 1990 für die SPD engagiert hatte, trat Katja Mast im Jahr 1993 dieser Partei bei. Von 1993 bis 1996 gehörte sie dem Juso-Landesvorstand in Baden-Württemberg an. Sie war u. a. Juso-Vorsitzende in Offenburg sowie stellvertretende Landesvorsitzende der Jusos Baden-Württemberg. In den Jahren 1992, 2009, 2010, 2012 und 2017 war sie Mitglied der Bundesversammlung, außerdem hatte sie Delegiertenmandate auf SPD-Parteitagen inne, war langjähriges Mitglied der Antragskommission der SPD Baden-Württemberg und stellvertretende Kreisvorsitzende der SPD im Enzkreis. Seit Juni 2025 ist Mast Mitglied des SPD-Parteivorstands.

### Deutscher Bundestag
Im Oktober 2005 wurde Katja Mast erstmals in den Bundestag gewählt. Sie vertritt seither den Wahlkreis Pforzheim, zu dem neben Pforzheim auch der Enzkreis gehört, wobei sie jeweils über die Landesliste einzog. In den Jahren 2005 bis 2013 fungierte sie als stellvertretende Sprecherin der SPD-Landesgruppe Baden-Württemberg, ab 2009 zudem als stellvertretende Sprecherin für Arbeit und Soziales ihrer Fraktion. Im Oktober 2011 wurde sie auf dem Landesparteitag der SPD Baden-Württemberg zur Generalsekretärin gewählt. Bei der Bundestagswahl 2013 stellte sie gemeinsam mit Gernot Erler das Spitzentandem der SPD in Baden-Württemberg und rückte danach von 2014 bis 2018 zur Leiterin der 16-köpfigen Landesgruppe in der Nachfolge Christian Langes sowie zur Sprecherin der SPD-Bundestagsfraktion für Arbeit und Soziales auf.
Für die Landtagswahl 2016 in Baden-Württemberg übernahm Mast als Generalsekretärin die Wahlkampfleitung für den SPD-Landesverband. Nach den starken Verlusten für die SPD bei der Landtagswahl trat sie nicht erneut als Generalsekretärin an; ihre Nachfolge trat Luisa Boos an. Nach der Bundestagswahl 2017 wurde Mast stellvertretende Fraktionsvorsitzende für die Bereiche Arbeit und Soziales sowie Familie, Senioren, Frauen und Jugend. Darüber hinaus wurde sie im März 2018 als Vertreterin der SPD-Bundestagsfraktion in den Vermittlungsausschuss des Bundestages gewählt. Sie ist zudem stellvertretendes Mitglied im Haushaltsausschuss. Im 19. Deutschen Bundestag war Mast ordentliches Mitglied im Vermittlungsausschuss und gehörte zudem als stellvertretendes Mitglied dem Ausschuss für Arbeit und Soziales, dem Gemeinsamen Ausschuss, sowie dem Ausschuss für Familie, Senioren, Frauen und Jugend an.
Ab dem 6. Juni 2018 war sie Mitglied in der von der Bundesregierung eingesetzten Rentenkommission Verlässlicher Generationenvertrag. Im März 2020 beendete die Rentenkommission ihre Arbeit und legte einen Bericht vor.
Bei der Bundestagswahl 2021 wurde sie über Platz 5 der Landesliste Baden-Württemberg erneut in den Deutschen Bundestag gewählt. Am 9. Dezember 2021 wurde sie mit 82 Prozent der Stimmen zur Ersten Parlamentarischen Geschäftsführerin ihrer Fraktion gewählt. Dieses Amt behielt sie bis Mai 2025.
Bei der Bundestagswahl 2025 wurde sie über Platz 5 der Landesliste Baden-Württemberg erneut in den Deutschen Bundestag gewählt.
Im Zuge der Bildung des Kabinetts Merz wurde sie am 6. Mai 2025 zur Parlamentarischen Staatssekretärin bei der Bundesministerin für Arbeit und Soziales, Bärbel Bas (SPD), ernannt.